# Juma Nkamia
Juma Selemani Nkamia (* 1. Januar 1972) ist ein tansanischer Journalist und Politiker der Partei der Revolution CCM (Chama Cha Mapinduzi), der zwischen 2010 und 2020 Mitglied der Nationalversammlung (Bunge) sowie von 2013 bis 2015 Stellvertretender Minister im Ministerium für Information, Jugend, Kultur und Sport war.

## Leben
Juma Selemani Nkamia besuchte von 1978 bis 1980 die Bicha Primary School sowie zwischen 1980 und 1984 die Iyoli Primary School, die er mit einem Certificate of Primary Education Examination (CPEE) beendete. Danach absolvierte er von 1985 und 1988 die Mpwapwa Secondary School, an der ein Certificate of Secondary Education Examination (CSEE) erwarb, sowie zwischen 1989 und 1990 die Sengerema Secondary School und von 1990 bis 1992 die Mzumbe Secondary School, die er mit einem Advanced Certificate of Secondary Education Examination (ACSEE) beendete. Er arbeitete zwischen 1995 und 2003 als Hörfunkmoderator bei Radio Tanzania und absolvierte in dieser Zeit zwischen 1996 und 1999 ein Studium der Fachrichtung Journalismus und Massenkommunikation an der Tanzania School of Journalism, welches er mit einem Diplom beendete. Er war zwischen 2002 und 2005 Delegierter beim General National Meeting, dem nationalen Parteitag der Partei der Revolution CCM (Chama Cha Mapinduzi). Nachdem er von 2003 bis 2006 als Moderator und Journalist bei der British Broadcasting Corporation (BBC) gearbeitet hatte, war er zwischen 2006 und 2007 erst Redakteur bei der Tanzania Broadcasting Cooperation (TBC) sowie von 2008 bis 2010 Redakteur bei Voice of America (VoA).
2010 wurde Nkamia, der seit 2010 wieder Delegierter auf den nationalen Parteitagen der CCM ist, erstmals Mitglied der Nationalversammlung (Bunge) und vertrat in dieser nach seiner Wiederwahl 2015 den Wahlkreis Chemba bis 2020. Er begann in dieser Zeit 2012 ein Studium im Fach Internationale Beziehungen an der Universität Dodoma (UDOM) und schloss dieses 2015 mit einem Bachelor of Arts (BA International Relations) ab. Er wurde zugleich 2012 Mitglied des Exekutivrates im Distrikt Chemba. Im Kabinett von Premierminister Mizengo Pinda übernahm er zwischen 2013 und 2015 den Posten als Stellvertretender Minister im Ministerium für Information, Jugend, Kultur und Sport. Im Anschluss war er von 2015 bis 2018 Mitglied des Ausschusses für soziale Entwicklung und Dienstleistungen der Nationalversammlung.

## Weblink
- Hon. Juma Selemani Nkamia. In: Homepage der Nationalversammlung (Bunge). Abgerufen am 16. Juli 2023 (englisch).

| Personendaten    | Personendaten                              |
| ---------------- | ------------------------------------------ |
| NAME             | Nkamia, Juma                               |
| ALTERNATIVNAMEN  | Nkamia, Juma Selemani (vollständiger Name) |
| KURZBESCHREIBUNG | tansanischer Journalist und Politiker      |
| GEBURTSDATUM     | 1. Januar 1972                             |